# Згургола
Згу̀ргола (на италиански: Sgurgola) е малко градче и община в Централна Италия, провинция Фрозиноне, регион Лацио. Разположено е на 386 m надморска височина. Населението на общината е 2709 души (към 2010 г.).